# Niels Jacobsen (arkitekt)
 For alternative betydninger, se Niels Jacobsen. (Se også artikler, som begynder med Niels Jacobsen)
Niels Jacobsen (født 14. september 1865 i Aabenraa, død 31. januar 1935 i Odense) var en dansk arkitekt og politiker, der primært lagde sin karriere i Odense.
Han var søn af skibsbygmester Niels Jacobsen og Marie f. Kjær. Han blev murersvend 1885 og tog samme år afgang fra Teknisk Skole. September 1884 begyndte han uddannelsen på Kunstakademiet i København, hvor han studerede under Hans J. Holm og tog afgang maj 1890. Han var ansat hos J.D. Herholdt, Ferdinand Meldahl og Martin Nyrop.
Han fik egen tegnestue i Odense 1893, var lærer ved Odense Tekniske Skole 1894-1908 og medlem af Odense Byråd 1909-25 (fra 1911 som formand). Han var tillige medlem af bestyrelsen for OTS 1909-25 og dommer i arkitektkonkurrencer. Han var Ridder af Dannebrog.
1891 var Jacobsen i Italien. Han udstillede på Charlottenborg Forårsudstilling 1898, på Verdensudstillingen i Paris 1900, på Rådhusudstillingen i København 1901 og på Dänische Ausstellung, Kgl. Kunstgewerbemuseum, Berlin 1910.
Niels Jacobsen giftede sig 11. august 1893 med Christiane Sophie Magdalene Bertram Petersen Møller (12. september 1872 i Gråsten), datter af købmand Bertram Petersen M. og Jenny Sofie Damm. Han er begravet i Odense.

## Værker
I Odense:
- Grand Hotel, Jernbanegade 18 (1896-97, udvidet 1911 af Jacobsen)
- Telefoncentral, Jernbanegade 16 (1897)
- Udvidelse af Fyns Kunstmuseum, Jernbanegade 13 (1897-98)
- Odense Tekniske Skole, Hunderupvej 15 (1898, 1921)
- Fyens Forsamlingshus, Kongensgade 64-68 (1900, 1910)
- Handelsbanken, Vestergade 12-14 (1900, delvis bevaret)
- Ansgars Kirke (1902)
- Restaurering af Sankt Hans Præstegård (1906)
- Fyns Tidendes bygning, Fisketorvet (1907)
- Elektricitetsværket, Klosterbakken (den oprindelige del 1908)
- Højskoleforeningens bygning, Slotsvænget (1909)
- Gråbrødreplads 6-7 (1910-11)
- Odense Vinkompagni, Klostervej 5-13 (1911-12, 1917)
- Odense Teater, Jernbanegade 21 (1913-14)
- P.C. Rasmussens Varehus, Vestergade 16 (1914)
- Bispegården, Klaregade 17 (1916)
- Det Borgerlige Byggeselskab, Kræmmermarken (1917)
- Stiftelsen Eilschous Boliger, Lahnsgade (1919-20)
- Odense Domhus, Albanigade 28 (1919-21)
- Udvidelsen af Sygehuset for Odense Amt og By (1926-28);
- H.C. Andersens Museum (1929-30)
- Endvidere villaer og ejendomme for private og virksomheder

Andetsteds:
- Ommel Kirke, Ærø (1892-94)
- Kapel, Glorups Have (kridtsten, 1898)
- Skt. Jørgens Kirke ved Aabenraa (1903-04)
- Nordslesvigske Folkebank, Aabenraa (1911-12)
- Tårn på Marstal Kirke (1920)

- Ommel Kirke
- Kulturhuset Emanuel i Skærbæk (1909)[1]
- Sankt Jørgens Kirke i Åbenrå
- Portal i Storegade, Åbenrå